# Nesolagus
Nesolagus är ett släkte i familjen harar med två arter, Sumatrakanin och Annamitkanin.
De skiljer sig från andra arter i familjen genom en strimmig pälsteckning. Pälsens grundfärg är grå på ovansidan och vitaktig på undersidan. I ansiktet, på ryggen och sidorna finns svarta strimmor. Öronen är jämförelsevis korta. Med en kroppslängd mellan 37 och 42 centimeter samt en vikt omkring 1,5 kilogram räknas de till de minsta arterna i familjen.

## Sumatrakanin
Sumatrakaninen (N. netscheri) förekommer uteslutande i västra delen av den indonesiska ön Sumatra. Habitatet utgörs av skogar i bergstrakter som ligger 600 till 1600 meter över havet.
Arten är mycket skygg och aktiv på natten. På dagen vilar den i själv skapade bon eller bon som lämnats av andra djur. Födan består av blad och växtstjälkar.
Kaninen tillhör de mest sällsynta däggdjursarterna. Efter iakttagelser 1880 och 1916 observerades den inte i naturen fram till 1972. Dessutom hotas arten genom förstöringen av levnadsområdet då många skogar omvandlas till jordbruksmark. Enligt en uppskattning från 1996 finns bara 250 individer kvar. Trots allt listas den av IUCN bara som sårbar (vulnerable).

## Annamitkanin
Annamitkaninen (N. timminsi) beskrevs så sent som året 2000 på vetenskapligt sätt. De första individerna hittades på en köttmarknad i Laos och sedan iakttogs den även i Vietnam. Levnadssättet är outforskat och IUCN listar arten med kunskapsbrist.